# San Giovanni la Punta
San Giovanni la Punta (San Giuvanni a Punta in siciliano) è un comune italiano di 24 217 abitanti della città metropolitana di Catania in Sicilia.

## Geografia fisica
San Giovanni la Punta sorge a 350 m s.l.m..

## Storia
(Giovanni Verga, Nedda)
In origine il paese si chiamava San Giovanni de Nemore (dal latino nemus che significa bosco), ma in seguito all'eruzione dell'Etna del 1444, che si fermò a forma di punta davanti ad un'edicola votiva di San Giovanni apostolo ed evangelista, il paese cambiò nome in quello attuale.
Fu abitata sin dall'epoca antica, come testimoniano numerosi reperti archeologici della zona, di epoca greco-romana. In epoca medievale ci fu l'aggregazione di nuove abitazioni intorno a una preesistente “massa”, che si sviluppò lungo le direttrici viarie verso i centri vicini. Si formò, così, il nuovo borgo o casale, che rientrò nel territorio affidato, sul finire del XI secolo, da Ruggero I, all'Abbazia benedettina di Sant'Agata, con a capo il bretone Ansgherio. Nel 1239 il casale passò sotto il controllo di Catania che, divenuta città demaniale, cioè alle dirette dipendenze del re Federico II di Svevia, estendeva la sua autorità amministrativa a un territorio più ampio. La situazione restò immutata anche durante le dominazioni angioina, aragonese e spagnola, fin quando, nel 1645, il casale fu venduto al duca Andrea Massa. Tra il 1652 e il 1654 tornò alle dipendenze di Catania, che però fu costretta a restituirla ai Massa, non potendo far fronte agli impegni finanziari assunti con la corona per ottenerlo. In seguito il governo del feudo passò nelle mani dei duchi di Aci Castello. Alla fine del XVII secolo il paese, che allora contava solo 1 200 abitanti, venne raso al suolo dal forte terremoto del 1693 che danneggiò quasi per intero il Val di Noto. Nel 1817 divenne comune autonomo e nel 1831 vi fu aggregata la frazione di Trappeto.
Tra le testimonianze storico-architettoniche, che costituiscono il patrimonio artistico, si segnalano: la chiesa madre dedicata a San Giovanni, in stile tardo-barocco, che presenta la tipica facciata a tre ordini e una torre campanaria incorporata, accanto alla quale si erge l'elegante oratorio. Degne di nota per il loro valore artistico sono le numerose palazzine del XIX secolo, con alcune forme precedenti, che si possono ammirare lungo il corso principale.

## Monumenti e luoghi d'interesse

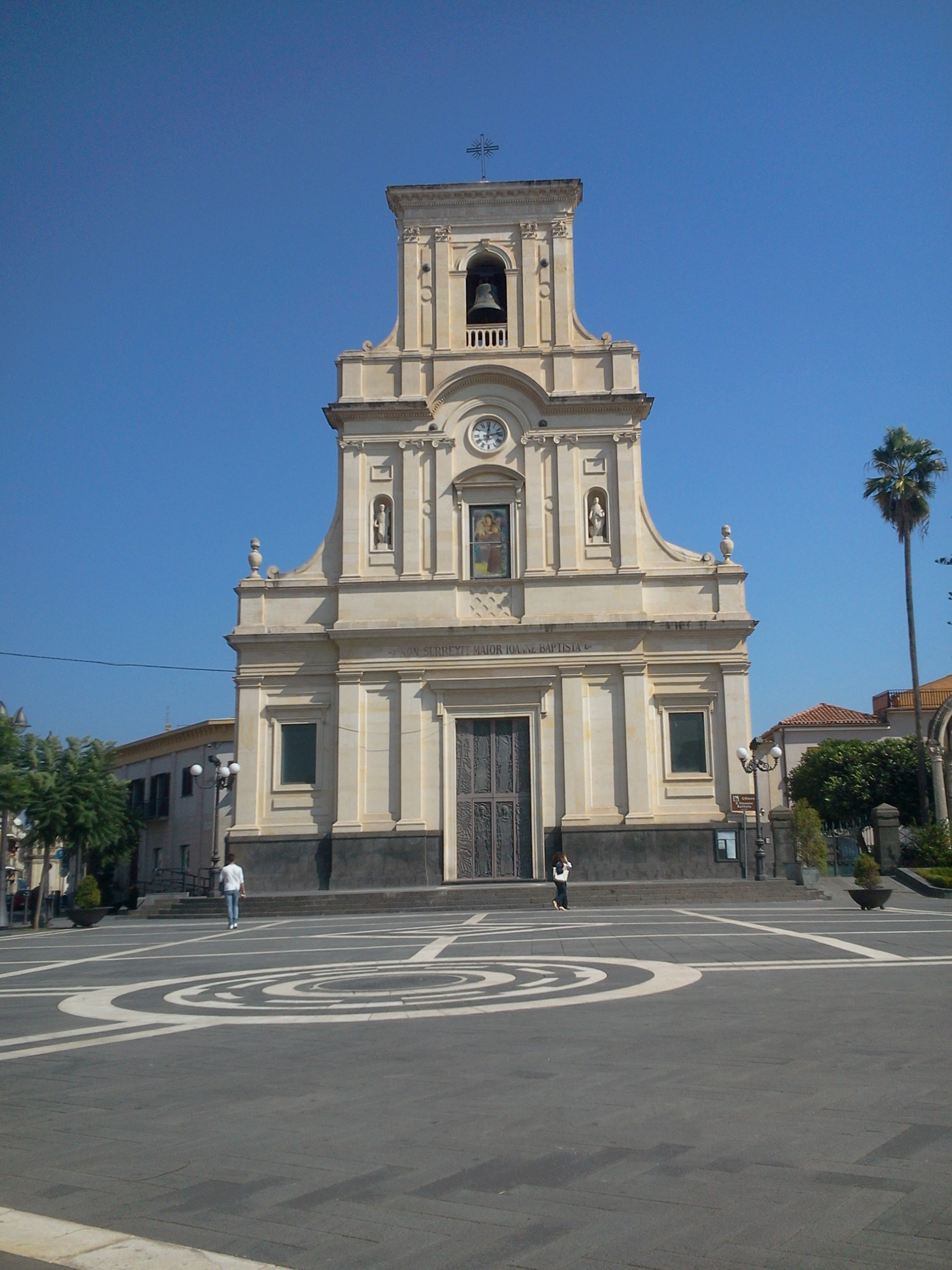
Chiesa madre di San Giovanni la Punta

### Architetture religiose

#### Santuario della Madonna della Ravanusa
Si trova nell'omonima via, al confine con Tremestieri Etneo. La tradizione vuole che prima che venisse costruito il santuario, esistesse una piccola edicola con un affresco raffigurante la Madonna circondata da tanti angeli. Qui un giorno una fanciulla, mentre recitava le sue preghiere, svenne e sembrò morta. Le sue amiche pregarono a lungo, tanto che la Madonna, che da allora venne venerata come La Ravanusa (ovvero "Rinvenuta"), la riportò in sensi. La chiesa venne costruita sicuramente prima del 1600, data in cui cominciano le fonti che attestano la sua esistenza. È stata elevata a santuario arcidiocesano nel 2002.

#### Altre chiese
- Chiesa di Sant'Antonio Abate, adiacente al cimitero. È adibita oggi a sepoltura dei sacerdoti puntesi.
- Chiesa nuova della Madonna del Carmelo, adiacente al monastero delle Carmelitane.
- Chiesa vecchia della Madonna del Carmelo.
- Chiesa della Madonna della Neve, costruita intorno alla seconda metà del Settecento. All'interno è custodita una tela del 1712 che ritrae il Bambino Gesù dormiente osservato da Maria, Giuseppe e da San Giovanni Battista.
- Chiesa della Madonna dell'Idria, conosciuta meglio come "San Sebastiano" (il compatrono della città). Costruita intorno al 1830, custodisce una tela del 1600 raffigurante la Santa Maria dell'Idria e due raffiguranti San Sebastiano, recentemente restaurate.
- Chiesa di Santa Maria della Grazia, realizzata tra gli anni 1810 e 1825. All'interno custodisce numerosi affreschi ottocenteschi e tre altari in vetro colorato.
- Chiesa di Santa Maria di Loreto, costruita intorno al 1600, che si trova nel quartiere Fisichelli.
- Chiesa della Sacra Famiglia, conosciuta anche come "San Giuseppe", costruita a spese dei devoti negli anni sessanta del XX secolo. È una delle più moderne tra tutte le chiese della città.
- Chiesa di Santa Lucia, sita nell'omonimo quartiere. Costruita nel 1909 dove anticamente era collocato un piccolo altarino con i ritratti di San Giovanni, Santa Lucia e San Sebastiano.
- L'istituto delle Orsoline con chiesa annessa.
- Chiesa di Maria Santissima del Rosario e di San Rocco, sede della parrocchia di Trappeto e del Gruppo Scout AGESCI San Giovanni La Punta 1.
- Chiesa di Sant'Antonio Abate, una delle chiese più antiche del territorio puntese. Si trova nella frazione Trappeto.
- Chiesa della Madonna della Catena, nella frazione Trappeto.
- Chiesa del Santissimo Crocifisso, si trova nella strada che porta da San Giovanni la Punta a Trappeto.
- Santuario Madonna delle Lacrime, nella frazione Pietra dell'Ova, sede del Gruppo Scout AGESCI Catania 13.[5]

## Società

### Evoluzione demografica
Abitanti censiti

Negli ultimi 30 anni San Giovanni la Punta ha subito un forte sviluppo demografico, dovuto soprattutto per la grande affluenza di nuovi abitanti provenienti da Catania.

## Cultura

### Istruzione

#### Scuole
Tra i vari edifici scolastici quello di maggior rilievo è sicuramente il "Centro scolastico Polivalente", struttura che raggruppa al suo interno diversi istituti superiori.

### Manifestazioni religiose e culturali

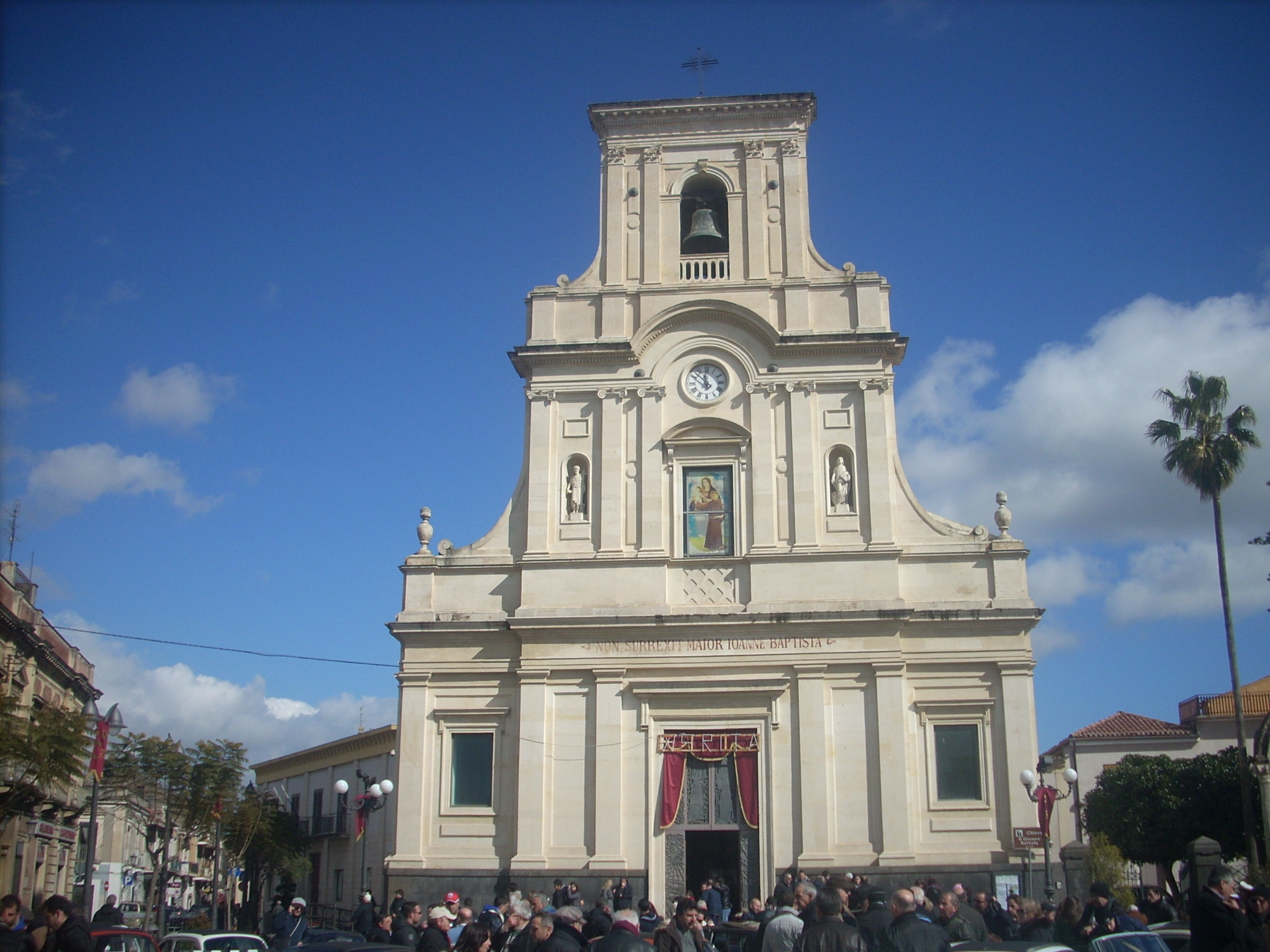
La festa di Santa Rita da Cascia

- La Festa di San Giovanni evangelista, il patrono della città, che si svolge il 27 dicembre e la terza settimana di luglio, giorno della Festività Liturgica. La Festa ha inizio la mattina, in Piazza Lucia Mangano, quando il fercolo del santo viene portato sull'altare centrale del duomo. La sera, dopo le sante messe, il fercolo, accompagnato dai tradizionali fuochi artificiali, fa la sua uscita in piazza, davanti ai cittadini. Dopo le preghiere e le offerte al Santo, il fercolo viene portato in processione lungo le vie del centro storico della città, dove i balconi si riempiono di luci e bandiere. La processione è accompagnata dalla musica tradizionale suonata dal corpo bandistico.
- Il Premio Turi Ferro, che si svolge nel mese di agosto, all'interno della rassegna di musica e spettacolo Estate puntese. Il Premio, la cui prima edizione si è svolta nel 2005, è subito diventato famoso in tutta la Sicilia e non solo. Ricevono il Premio attori, attrici, registi e cantanti famosi in Italia e in tutto il mondo, come Michele Placido, Leo Gullotta e Maria Grazia Cucinotta.
- La festa della Madonna della Ravanusa, che si celebra il 15 agosto nel santuario a lei dedicato, dove viene celebrata una santa messa ad ogni ora del giorno. Caratteristiche le bancarelle con prodotti tipici siciliani, come le crespelle e le acciughe sotto sale.
- La festa della Madonna delle Grazie, che si celebra il 2 luglio nella chiesa a lei dedicata. Una delle feste più antiche che si celebra con delle Sante Messe nella chiesetta di Piazza Manganelli e con la traslazione del Simulacro della Madonna nella Chiesa Madre prima e poi il giro per le vie cittadine.
- La festa di Santa Rita da Cascia, che si celebra il 22 maggio all'interno del duomo, dove è presente la reliquia della Santa. Durante la festa e la processione per le vie centrali della città vengono benedette le autovetture e i motocicli sulla Piazza Lucia Mangano, e le rose all'interno del duomo. Particolari le vesti indossate dalle donne devote a Santa Rita, che richiamano il vestito che indossava la Santa di Cascia.

## Economia
San Giovanni la Punta è un importante polo commerciale, punto nevralgico dei paesi etnei per le intense attività, concentrate principalmente sull'asse viario denominato Viale della Regione, che lo attraversa per una lunghezza di 2 km., e lungo la cosiddetta Via Catira, che delimita il polo commerciale.
All'interno del polo commerciale sono presenti due grandi centri commerciali, "Le Zagare", inaugurato nel giugno del 2000, e "I Portali", inaugurato nell'ottobre del 2007, oltre a numerose sedi e filiali di aziende nazionali ed internazionali, tra le quali il più grande punto vendita in Sicilia del gruppo Lidl, la sede della Coop Sicilia, che gestisce supermercati e ipermercati a marchio Coop in tutta l'Isola, la sede per l'Italia meridionale della catena danese di negozi di oggettistica Tiger e il design center siciliano della multinazionale dei circuiti integrati Maxim Integrated Products.

## Infrastrutture e trasporti
Il Comune di San Giovanni la Punta è attraversato da numerose strade che lo mettono in comunicazione con tutta la Sicilia. Grazie infatti allo svincolo autostradale Paesi Etnei, il Comune è collegato a:
- Autostrada A18 Messina-Catania;
- Svincolo A18 dir per Catania centro;
- Tangenziale ovest di Catania.

La mobilità pubblica conta sul servizio pubblico urbano gestito dall'Azienda Siciliana Trasporti e sul servizio di autobus extraurbani verso Catania e altri comuni limitrofi.
L'Aeroporto di Catania-Fontanarossa dista dal centro cittadino circa 20 km e si raggiunge tramite la Tangenziale di Catania (E45/Catania) in circa 20 minuti.

## Amministrazione
Durante il ventennio fascista il podestà del paese fu Sebastiano Di Bella.
Di seguito è presentata una tabella relativa alle amministrazioni che si sono succedute in questo comune.
| Periodo          | Periodo           | Primo cittadino           | Partito              | Carica                    | Note  |
| ---------------- | ----------------- | ------------------------- | -------------------- | ------------------------- | ----- |
| 7 maggio 1987    | 2 luglio 1990     | Gregorio Sciuto           | Democrazia Cristiana | Sindaco                   | [ 7 ] |
| 2 luglio 1990    | 13 settembre 1992 | Gregorio Sciuto           | Democrazia Cristiana | Sindaco                   | [ 7 ] |
| 13 novembre 1992 | 11 marzo 1993     | Giuseppe Calvagno         | Democrazia Cristiana | Sindaco                   | [ 7 ] |
| 14 giugno 1993   | 15 maggio 1995    | Stefano Scammacca         |                      | Commissario straordinario | [ 7 ] |
| 11 marzo 1993    | 14 dicembre 1994  | Francesca Cannizzo        |                      | Commissario straordinario | [ 7 ] |
| 11 marzo 1993    | 15 maggio 1995    | Vincenzo Raimondo         |                      | Commissario straordinario | [ 7 ] |
| 14 dicembre 1994 | 15 maggio 1995    | Alberto Di Pace           |                      | Commissario straordinario | [ 7 ] |
| 23 maggio 1995   | 14 giugno 1999    | Salvatore Allegra         | Alleanza Nazionale   | Sindaco                   | [ 7 ] |
| 9 febbraio 2000  | 1º maggio 2000    | Rodolfo Casarubea         |                      | Commissario straordinario | [ 7 ] |
| 1º maggio 2000   | 31 maggio 2002    | Santo Trovato             | centro-sinistra      | Sindaco                   | [ 7 ] |
| 13 dicembre 2000 | 4 giugno 2001     | Francesco Emmi            |                      | Commissario straordinario | [ 7 ] |
| 11 luglio 2002   | 9 maggio 2003     | Girolamo Gangi            |                      | Commissario straordinario | [ 7 ] |
| 9 maggio 2003    | 31 maggio 2005    | Carmelo Marcello Musolino |                      | Commissario straordinario | [ 7 ] |
| 9 maggio 2003    | 31 maggio 2005    | Vittorio Piraneo          |                      | Commissario straordinario | [ 7 ] |
| 9 maggio 2003    | 31 maggio 2005    | Rosario Pappalardo        |                      | Commissario straordinario | [ 7 ] |
| 31 maggio 2005   | 1º giugno 2010    | Andrea Barbaro Messina    | centro-sinistra      | Sindaco                   | [ 7 ] |
| 1º giugno 2010   | 17 giugno 2015    | Andrea Barbaro Messina    | centro-destra        | Sindaco                   | [ 7 ] |
| 15 giugno 2015   |                   | Antonino Bellia           | centro-sinistra      | Sindaco                   | [ 7 ] |

### Gemellaggi
- Ailano, dal 22 luglio 2012[8]
- Venray, dal 2007[9]
- Teverola, dal 2016[senza fonte]

### Altre informazioni amministrative
Il comune di San Giovanni la Punta fa parte delle seguenti organizzazioni sovracomunali: regione agraria n.7 (Colline litoranee di Acireale).

## Sport
Per quanto riguarda l'atletica, ogni anno nel territorio di San Giovanni la Punta si svolge la gara podistica Strapuntese, a cui partecipano atleti dilettanti e professionisti.
Il 15 maggio 2011 il comune è stato attraversato dalla nona tappa del Giro d'Italia 2011, la Messina-Etna vinta da Alberto Contador.
La squadra cittadina è l' "F.C Puntese”
, la quale milita in terza categoria, nona divisione del campionato italiano di calcio.